# Бодвянські пагорби
Бодвянські пагорби (Bodvianska pahorkatina) — геоморфологічна підодиниця Лученсько-Кошицької западини.. Місце розташування — округи Ревуця; Кошиці-околиця і Рожнява. Протікають Губовський потік; Лапша; Конський потік; Непорадзький потік; Нововеський потік; Соградь і Чінча.